# Nikaragujská kuchyně

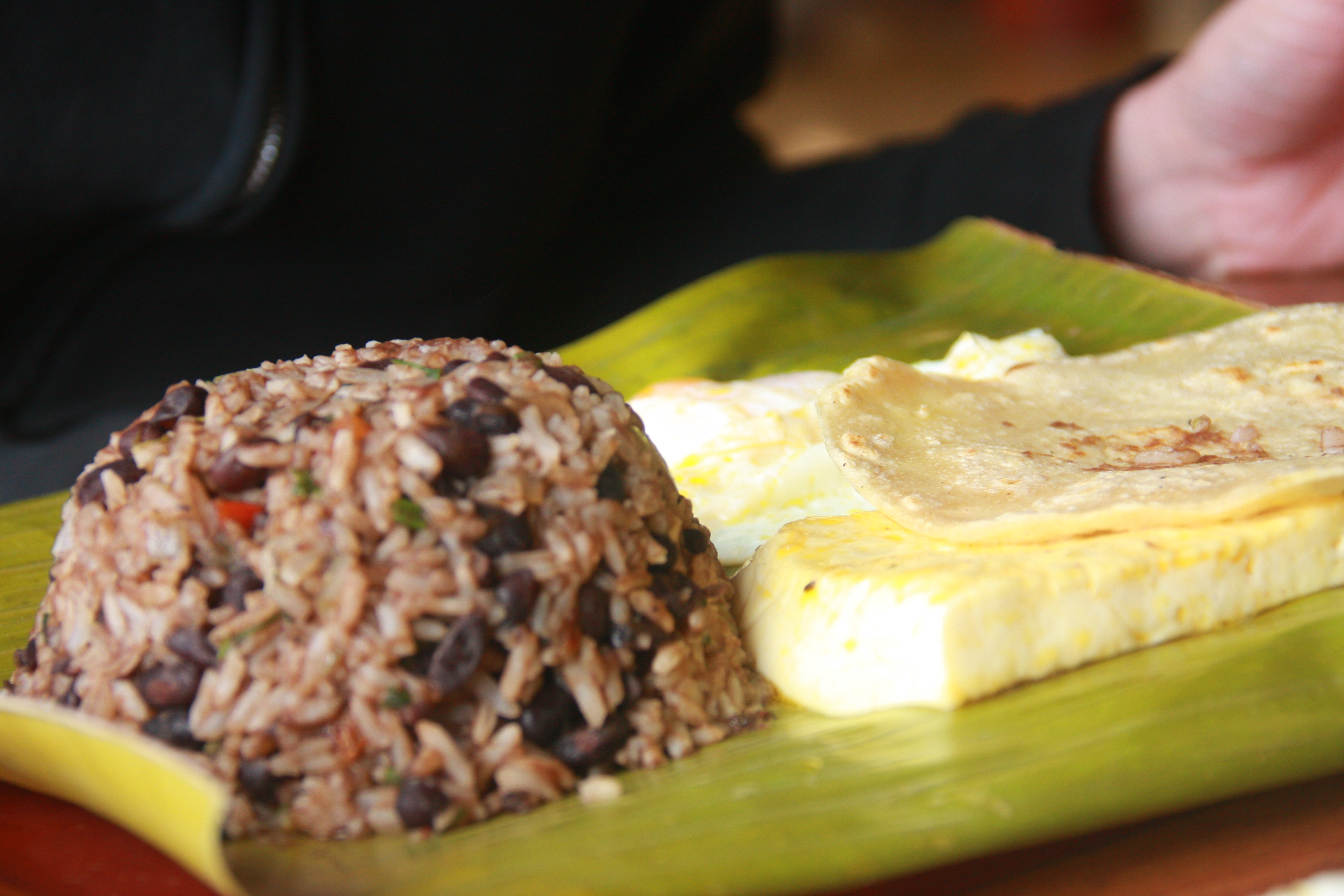
Gallo pinto

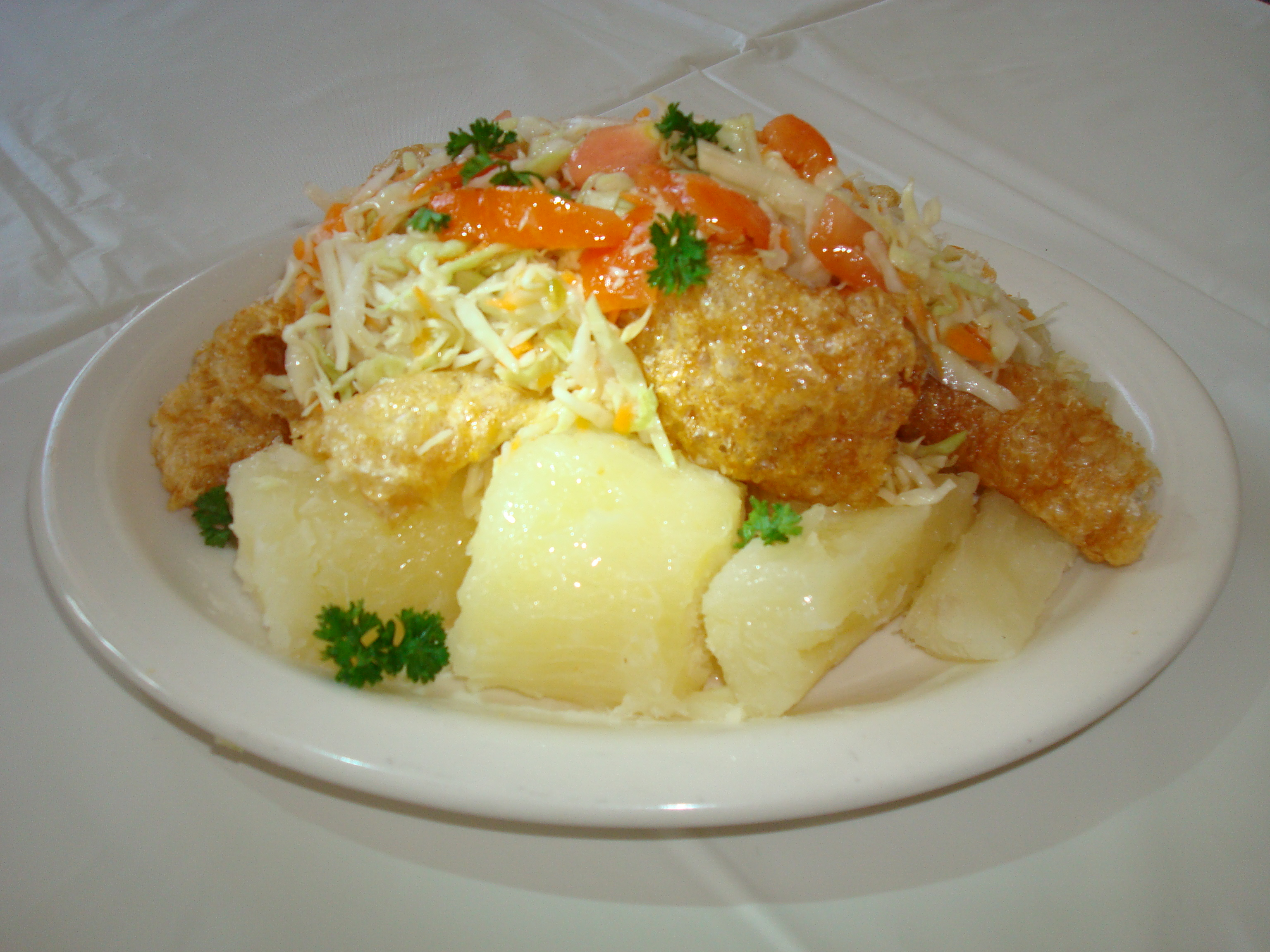
Vigorón

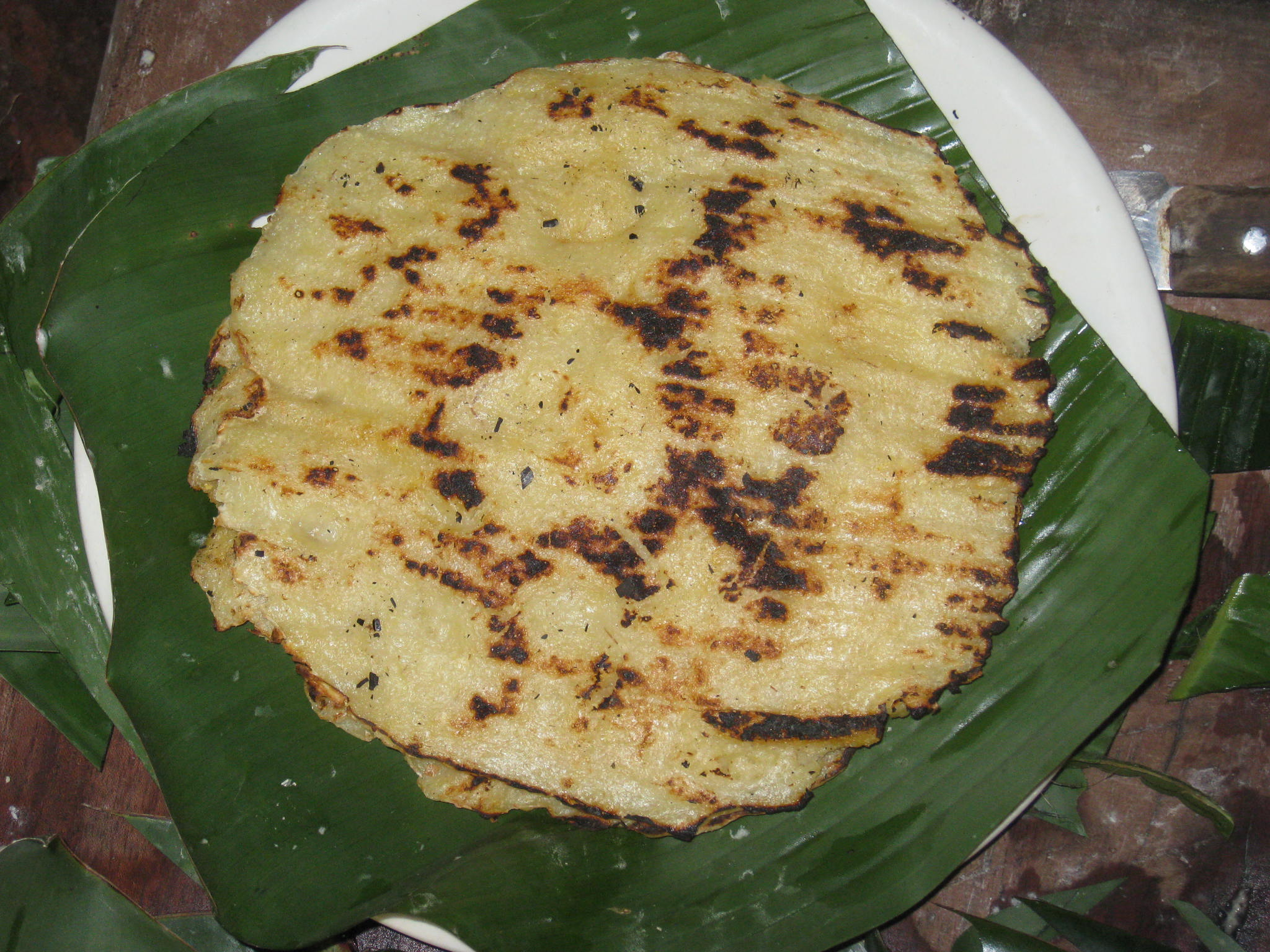
Güirila

Nikaragujská kuchyně (španělsky: Gastronomía de Nicaragua) vychází z vlivů kuchyně nikaragujských Indiánů, španělské kuchyně a na karibském pobřeží také z kuchyně afro-karibské z karibských ostrovů. Velmi populární jsou pokrmy ze směsi rýže a fazolí.
Kuchyně se v každé části Nikaragui liší, na karibském pobřeží se více používají kokosy a mořské plody, na tichomořském pobřeží se zase více používá tropické ovoce, hovězí maso, drůbež nebo kukuřice.

## Příklady nikaragujských pokrmů
Příklady nikaragujských pokrmů:
- Gallo pinto, smažená směs rýže a fazolí
- Nacatamales, kukuřičné těsto s masem, zeleninou a rýží podávané v banánovém listu, podobné tamales
- Vigorón, pokrm ze zelí, rajčat, cibule, chilli, vařeného manioku, škvarků podávaný v banánovém listu
- Sopa de Mondongo, polévka z drštěk a zeleniny
- Rondón, dušený pokrm z masa a zeleniny
- Güirila, druh tortilly z mladé bílé kukuřice

## Příklady nikaragujských nápojů
Příklady nikaragujských nápojů:
- Rum
- Ovocné šťávy
- Horká čokoláda
- Chica, kukuřičné pivo
- Pivo